# Tohen
Tohen (conosciuta anche come Tohèn o Bohin, in lingua somala Tooxin), è una città della Somalia situata sull'Oceano Indiano nella regione di Bari.
Durante l'epoca coloniale italiana fu sede di "delegazione di spiaggia", del Regio Corpo delle capitanerie di porto.